# Nhà thờ Thánh Michael, Stretton en le Field
Nhà thờ Thánh Michael ở Stretton en le Field, là một nhà thờ Anh giáo không hoạt động ở làng Stretton en le Field, Leicestershire, Anh quốc (Lưới tọa độ SK303119). Nhà thờ này đã được hội đồng Di sản Anh Quốc xếp vào danh sách các công trình cấp II, và đang do Quỹ Bảo Tồn Nhà thờ Anh (Churches Conservation Trust) quản lý.

## Lịch sử
Hầu như toàn bộ cấu trúc của nhà thờ đều được xây dựng từ thế kỷ thứ 14. Tòa tháp được xây thêm vào thế kỷ thứ 15, và trong thế kỷ kế tiếp là hai hàng cửa sổ bên mái vòng. Nhiều sửa đổi khác được tiến hành trong ba thế kỷ tiếp theo. Tòa tháp hình chóp được xây dựng lại vào năm 1889, và trong năm 1911 thì toàn bộ nhà thờ được trùng tu bởi Christopher Spalding. Sau khi nhà thờ này được tuyên bố không hoạt động (không có linh mục và giáo dân), nó được chuyển giao cho Quỹ Bảo Tồn Nhà thờ Anh

## Kiến trúc

### Ngoại thất
Toàn bộ nhà tờ được xây dựng bằng đá sa thạch của địa phương. Toàn bộ nhà thờ có một gian chính với một lối đi về hướng Bắc, một cổng vòm ở hướng Nam, một gian thờ và một tòa tháp ở hướng Tây. Tòa tháp có hai tầng. Ở tầng thứ nhất là một cửa sổ theo kiểu Gothic ở Anh thế kỷ 14-15 và tầng cao hơn được để trống hai hướng và dùng để treo một quả chuông nhỏ. Các lang can được làm theo kiểu răng cưa, và trên đỉnh tháp là một chóp nhọn gắn chìm. Gian giữa có một lang can trơn và các cửa sổ hình cung được chia đôi bở các chấn song cửa. Năm cửa sổ nóc vòm có dầu vuông và ánh sáng được chia đôi cũng bởi các chấn song. Lối đi về phía bắc cũng có cửa số và một cửa đi vào, một vài trong số này bị chắn kín lại, nằm dưới một mái vòm kiểu Tudor. Gian thờ có một lang can răng cưa với các chóp nhọn cùng với một cửa sổ lấy sáng gồm năm ô kiểu Gothic ở Anh thế kỷ 14-15.

### Nội thất
Ở giữa gian giữa và lối đi lên phía Bắc là ba mái vòm lồi ra. Trong bức tường của lối đi vào là phần còn sót lại của một lăng mộ được lắp chìm đá vát nhọn. Toàn bộ nhà thờ được lát gạch vuông. Tất cả các cửa sổ đều được bọc lưới mắt cáo. Các thanh xà gỗ của nhà thờ có các phần u ra được trang trí bằng các tạo vật độc đáo. Mái vòm nhà thờ trông có vẻ được làm bằng đá nhưng thực chất là gỗ trát vữa làm cho nó cỏ vẻ ngoài của đá. Bên trong nhà thờ là một dàn ghế gỗ tựa dài từ thế kỷ thứ 18 và một bình phong-lang can (cũng từ thế kỷ 18) chia hội trường ra khỏi gian thờ. Bình đựng nước thánh của nhà thờ có niên đại từ 1662.